# Liste der Kulturgüter in Sennwald
Die Liste der Kulturgüter in Sennwald enthält alle Objekte in der Gemeinde Sennwald im Kanton St. Gallen, die gemäss der Haager Konvention zum Schutz von Kulturgut bei bewaffneten Konflikten, dem Bundesgesetz vom 20. Juni 2014 über den Schutz der Kulturgüter bei bewaffneten Konflikten sowie der Verordnung vom 29. Oktober 2014 über den Schutz der Kulturgüter bei bewaffneten Konflikten unter Schutz stehen.
Objekte der Kategorie A sind im Gemeindegebiet nicht ausgewiesen, Objekte der Kategorie B sind vollständig in der Liste enthalten, Objekte der Kategorie C fehlen zurzeit (Stand: 1. Januar 2023).

## Kulturgüter
| Foto | | Objekt                                                                        | Kat. | Typ | Standort                                     | Beschreibung |
| ---- | --- | ----------------------------------------------------------------------------- | ---- | --- | -------------------------------------------- | ------------ |
| BW   | Datei hochladen · Wikidata zu Alpeel, paläolithische Höhle (Q135732882)                                   | Alpeel, paläolithische Höhle KGS-Nr.: 00887                                   | B    | F   | 751515 / 235405                              |              |
| ja   | Datei hochladen · Wikidata zu Galgenmad, mittelalterlich-neuzeitlicher Galgen und Richtplatz (Q135742362) | Galgenmad, mittelalterlich-neuzeitlicher Galgen und Richtplatz KGS-Nr.: 01047 | B    | F   | Salez 755869 / 234377                        |              |
| ja   | Datei hochladen · Wikidata zu Burg Frischenberg (Q1011876)                                                | Frischenberg, mittelalterliche Burgruine KGS-Nr.: 01199                       | B    | F   | Sax 752240 / 233130                          |              |
| ja   | Datei hochladen · Wikidata zu Zeughaus (Q135746116)                                                       | Salez, Zeughaus KGS-Nr.: 08287                                                | B    | G   | Salez, Schloss Forstegg 1 755776 / 234802    |              |
| ja   | Datei hochladen · Wikidata zu Burg Hohensax (Q1012438)                                                    | Hohensax, mittelalterliche Burgruine KGS-Nr.: 08288                           | B    | F   | Sax 751840 / 232990                          |              |
| ja   | Datei hochladen · Wikidata zu Reformierte Kirche Sax (Q29786805)                                          | Reformierte Kirche Sax KGS-Nr.: 08290                                         | B    | G   | Sax, Kirchgass 11.2 753000 / 233210          |              |
| ja   | Datei hochladen · Wikidata zu Hammerschmiede (Q29786807)                                                  | Hammerschmiede KGS-Nr.: 08291                                                 | B    | G   | Sennwald, Hammerschmiede 257 756120 / 236010 |              |
| ja   | Datei hochladen · Wikidata zu Reformierte Kirche (Q29786808)                                              | Reformierte Kirche Sennwald KGS-Nr.: 14059                                    | B    | G   | Sennwald, Anna Göldi-Weg 2.1 756588 / 237030 |              |
| ja   | Datei hochladen · Wikidata zu Mittelalterliche Burgruine Forstegg (Q1011745)                              | Forstegg, mittelalterliche Burgruine KGS-Nr.: 17172                           | B    | F   | Salez, Schloss Forstegg 755738 / 234806      |              |